# 三星Galaxy C7
三星Galaxy C7是一款由韩国三星电子于2016年5月推出，2016年6月首发的中阶Android智能手机，隶属于三星Galaxy C系列。该机配备32 GB的存储空间，4 GB的RAM，8x 2.0 GHz Cortex-A53 CPU；搭载Android 6操作系统。